# Claudia Hiersche
Claudia Hiersche (* 22. Februar 1977 in Frankfurt (Oder)) ist eine deutsche Moderatorin und Schauspielerin.

## Leben und Karriere
Hiersche reiste 1985 zusammen mit ihrer Familie aus der DDR in die Bundesrepublik ein. Sie besuchte für ein Jahr die Klosterschule der Zisterzienserinnen in Landshut.
Mit siebzehn Jahren wurde sie in München für das Fernsehen entdeckt. 1994 moderierte Hiersche für RTL ein Jahr lang Disney & Co. und von 1994 bis 1996 die Disney News sowie einige Specials bei Super RTL – dort unter dem Namen Claudia Langner. 1999 wechselte sie zu MTV Germany in Berlin, wo sie in diesem Jahr die Sendungen Berlin live, European Top 20, Hitlist Germany und Dancefloor Charts moderierte.
Von 2000 bis 2002 war sie als Moderatorin für das VOX-Reisemagazin VOX Wolkenlos unterwegs. Nach zwei Jahren, in denen sie für VOX mehr als 60 Länder bereiste, besuchte sie 2002 für drei Monate eine Schauspielschule in Manhattan.
Ihr Schauspieldebüt gab Hiersche 2003 in dem Fernsehfilm Schwer verknallt. Zwischen September 2003 und November 2009 war Hiersche in der ARD-Vorabendserie Verbotene Liebe in der Rolle der Carla Sophia Gräfin von Lahnstein zu sehen. Neben ihrer Rolle als lesbische Gräfin in Verbotene Liebe trat sie außerdem als Frau Kasulke in BUCKSTAR – Eine Kaffeefahrt mit Mutterkuchen im Artheater Köln auf.
In der RTL Fernsehproduktion Nina Undercover – Agentin mit Kids spielte sie die Hauptrolle der Undercoveragentin Nina Wenzel.
Von November 2020 bis Januar 2021 war sie in Verbotene Liebe – Next Generation, der Streaming-Neuauflage und Fortsetzung von Verbotene Liebe auf TVNOW, wieder als Carla von Lahnstein zu sehen.
Seit 2015 spielt sie in Bettys Diagnose die Klinikärztin  Dr. Helena von Arnstett.

## Filmografie (Auswahl)
- 2003: Schwer verknallt (Fernsehfilm)
- 2003–2009, 2010: Verbotene Liebe (Fernsehserie, 1060 Folgen)
- 2011: Nina Undercover – Agentin mit Kids (Fernsehfilm)
- 2011: Alarm für Cobra 11 – Die Autobahnpolizei (Fernsehserie, Folge: Babyalarm)
- 2011: Inga Lindström – Svens Vermächtnis (Fernsehfilm)
- 2012: Der letzte Bulle (Fernsehserie, Folge: Zur Kasse, Schätzchen)
- 2013: Alles was zählt (Fernsehserie, 35 Folgen)
- 2013: Heldt (Fernsehserie, Folge: Die schwarze Witwe)
- 2014: Ein Fall von Liebe (Fernsehserie, Folge: Familienfoto)
- 2014: Die Schlikkerfrauen (Fernsehfilm)
- seit 2015: Bettys Diagnose (Fernsehserie, ab Folge 9)
- 2015: SOKO Köln (Fernsehserie, Folge: Rasender Puls)
- 2016: Von Oben nach Unten (Film)
- 2018: Die Chefin (Fernsehserie, Folge: Der Neue)
- 2020: SOKO Stuttgart (Fernsehserie, Folge: Placeboeffekt)
- 2020–2021: Verbotene Liebe – Next Generation (Fernsehserie)
- 2021: Der Lehrer (Fernsehserie, 13 Folgen)